# Гетьманець Віталій Іванович
Віталій Іванович Гетьманець (нар. 17 вересня 1940, місто Кіровоград, тепер Кропивницький Кіровоградської області) — український радянський діяч, формувальник, бригадир формувальників ливарного цеху Кіровоградського заводу сільськогосподарських машин «Червона Зірка». Депутат Верховної Ради СРСР 9—10-го скликань.

## Біографія
Народився в родині військовослужбовця. Освіта середня. У 1958 році закінчив середню школу міста Кіровограда.
У 1958—1959 роках — арматурник будівельного управління тресту «Красногвардійськвугілля» Сталінської області на будівництві шахт Донбасу.
У 1959—1962 роках — служба в Радянській армії.
Член КПРС з 1963 року.
У 1963—1964 роках — обрубник, формувальник, з 1964 року — бригадир формувальників ливарного цеху Кіровоградського заводу сільськогосподарських машин «Червона Зірка» Кіровоградської області. Новатор виробництва, ударник комуністичної праці. Був слухачем школи основ марксизму-ленінізму в Кіровограді.
Автор книги «Бригада формує чавун».
Потім — на пенсії в місті Кіровограді (Кропивницькому).

## Нагороди
- орден Леніна
- орден Трудового Червоного Прапора
- медаль «За доблесну працю. В ознаменування 100-річчя з дня народження Володимира Ілліча Леніна»
- медалі